# Aeroportul Internațional Broome
Aeroportul Internațional Broome (IATA: BME, ICAO: YBRM) este un aeroport din Australia de Vest, Australia ce deservește zona Broome⁠(d). Aeroportul a fost tranzitat în 2022 de 436.029 de pasageri. A fost numit după zona deservită.
Situat la o altitudine de 17 m, aeroportul dispune de o singură pistă.